# Daniel Defoe
Daniel Defoe (phiên âm: Đê-ni-ơn Đi-phô) (1660 – 24 tháng 4 năm 1731) là một nhà văn, nhà báo, học giả kinh tế người Anh, tác giả của cuốn tiểu thuyết nổi tiếng Robinson Crusoe. Ông có tiếng là một trong những người đầu tiên đưa thể loại truyện phiêu lưu trở nên phổ biến ở Anh.

## Tiểu sử
Daniel Defoe (IX 1660-26. IV. 1731) [1] là một đại diện ưu tú của Văn học Anh thế kỉ XVIII. Ngoài ra ông còn là nhà báo, học giả kinh tế  xuất sắc.
Daniel Defoe sinh ở London trong một gia đình theo Thanh giáo (một phái tôn giáo cải cách thịnh hành ở Anh) và mất năm 1731 trong đói nghèo và bệnh tật. Thương tiếc ông, trẻ thơ nước Anh đã quyên góp tiền xây cho ông một ngôi mộ lớn, đẹp đẽ tại nghĩa trang Bankin.
Cha ông là Jame Foe, từng kinh doanh sản xuất nến và bán thịt. Năm 1703, Daniel đổi tên họ Foe, thêm dấu hiệu quý tộc Pháp vào thành Defoe. Lúc nhỏ, ông được gia đình định hướng trở thành mục sư và được gửi đi học nhưng ông bỏ trường học theo nghề kinh doanh. Ông đã đi nhiều nước như Pháp, Bồ Đào Nha, Tây Ban Nha, Italia, Đức. Năm 1683 ông trở về nước mở cửa hiệu tạp hoá, gia nhập vào cuộc cạnh tranh trên thương trường với các mặt hàng buôn bán vải vóc, mũ áo, rượu vang… và nếm trải nhiều thăng trầm trên lĩnh vực này. Sau đó lấy vợ và tiếp tục kinh doanh cho đến khi về già. Đương thời ông tham gia vào nhiều đảng phái chính trị khác nhau vì sự công bằng và tiến bộ, đặc biệt ông tích cực ủng hộ các đường lối, chính sách của vua Uyliam Orengio (lên ngôi từ 1689). Đến năm 1703 ông bị bắt, bị kết án, bị đưa ra đài bêu trước công chúng và bị giam hơn nửa năm trong ngục. Ông nổi tiếng với bài “Ca ngợi đài bêu” (1703), tác phẩm châm biếm xuất sắc được sáng tạo bằng sự đan kết của khí phách hiên ngang và ý thức tự hào kiêu hãnh của bản thân ông. Sau đó ông có khi nghiêng ngả lựa chiều từ đảng này sang đảng khác, miễn đó là phe cầm quyền nhưng hoạt động chính trị - xã hội dần mờ nhạt hơn.
Liên quan đến nghề nghiệp kinh doanh, ông viết nhiều tác phẩm về phát triển kinh tế, mở rộng thương mại, vai trò thương nhân, lịch sử thương mại… Ông cũng từng đứng ra xuất bản tạp chí "Những vấn đề của Pháp và toàn thể châu Âu". Từ năm 1704 đến năm 1713 thì đổi tên thành Mercalor. Với sáng tác, Defoe bước vào làm văn khi đã gần sáu mươi tuổi, nhưng đã kịp để lại một số lượng tác phẩm không nhỏ. Về cuối đời ông sống trong cảnh túng thiếu, bệnh tật và qua đời tại vùng Morphin.

## Các sáng tác
Tác phẩm còn lại của Defoe có Robinson Crusoe (1719), Thủ lĩnh Singleton (1720), Moll Flanders (1722), Đại tá Jack (1722), Roxana: The Fortunate Mistress (1724)…
Trong số đó, tác phẩm Robinson Crusoe là tiểu thuyết đầu tay và là tác phẩm tiêu biểu nhất trong toàn bộ sự nghiệp văn học của ông. Cốt truyện dựa vào một sự việc có thật đương thời. Trong cái nhìn nghệ thuật của Defoe, đây là một tiểu thuyết tự thuật, kể lại ý chí và lòng yêu cuộc sống suốt 25 năm trên đảo hoang. Thiên tiểu thuyết khơi gợi trí tưởng tượng phong phú, ngay lần đầu tiên xuất bản đã được độc giả hết sức hoan nghênh. Đến tháng 8 năm 1719, chỉ mấy tháng sau Robinson Crusoe được xuất bản được xuất bản, Defoe cho ra mắt tiếp các phần hai và phần ba, nhưng không được chào đón như trước. Phần hai kể về hành trình của Robinson trở lại đảo hoang rồi qua Madagascar, Ấn Độ, Trung Quốc, vòng qua Sibir rồi trở lại châu Âu. Phần ba nói về những suy tưởng của Robinson khi vượt qua tất cả hiểm nghèo do con người và thiên nhiên đưa lại. Song ở đây, nhân vật chính đã trở thành hình đơn điệu cho lý tưởng tư sản. Nhà văn Walter Scott (1771-1832) có nhận xét xác đáng về tiểu thuyết này: Nhân vật lập luận y hệt bất cứ một chủ tiệm buôn nào ở phố buôn Sarinh Corx.